# Eloy Olaya
Eloy, właśc. Eloy José Olaya Prendes (ur. 10 lipca 1964 w Gijón) – hiszpański piłkarz występujący na pozycji napastnika.
Karierę rozpoczął w Sportingu Gijón. W 1988 roku przeszedł do Valencii CF. W 1990 z Valencią zdobył wicemistrzostwo Hiszpanii. W 1995 roku wrócił do Sportingu, a w latach 1996–1998 grał w CD Badajoz, w którym skończył karierę.
W 1985–1990 rozegrał 15 meczów i strzelił 4 gole w reprezentacja Hiszpanii. Wystąpił na Mistrzostwach Świata 1986. Był rezerwowym na Euro 1988.